# Žralouni
Žralouni (Carcharhiniformes) jsou se svými cirka 280 druhy nejpočetnější a geograficky nejrozšířenější řád žraloků. K nejznámějším zástupcům patří kladivouni a žralok tygří. Nejvýznamnější čeledí žralounů jsou obávaní predátoři modrounovití, kteří jsou ekonomicky vůbec nejvýznamnější žraločí čeledí a nejnebezpečnější žraločí čeledí pro člověka.

## Popis
Žralouni mohou nabírat různého vzezření od podivně vypadajících žraloků žijících v mořských hlubinách po „klasicky“ vypadající druhy s masitým trubkovitým tělem připomínající žraloka bílého. Tělo bývá válcovité až jemně zploštělé s výjimkou unikátní hlavové stavby kladivounovitých. Žralouni mají dvě hřbetní ploutve bez trnů (výjimkou je filipínská máčka jednoploutvá (Pentanchus profundicolus) s jednou hřbetní ploutví), řitní ploutev a oční ochrannou blánu. Mají pět žaberních štěrbin, z nichž jedna až tři se nachází nad prsními ploutvemi. Tlama zasahuje až za oči. Spirakulum většinou není přítomno. Žaberní tyčinky chybí.

## Biologie
Biologická stránka žralounů je jen špatně prozkoumána, avšak dostupné informace poukazují na širokou škálu biologie a chování, o čemž už svědčí jen to, že mohou být živorodí, vejcoživorodí nebo vejcorodí. Zhruba čtvrtina druhů jsou na nějakém stupni ohrožení, typicky následkem nechtěných i chtěných odlovů komerčních rybářů, kteří využívají žraloky na maso.

## Systematika
V roce 2021 se uznávalo 10 čeledí a 291 druhů. Nové druhy jsou však neustále popisovány, takže druhová diverzita žralounů bude ještě vyšší. Molekulární data naznačují, že některé čeledi nejsou monofyletické. Taxonomickou revizi si žádají hlavně máčkovití (Scyliorhinidae), pruhounovití (Proscylliidae), modrounovití (Carcharhinidae) a psohlavovití (Triakidae).
- Carcharhinidae − modrounovití
- Galeocerdonidae − žralok tygří
- Hemigaleidae − velkookatcovití
- Leptochariidae − vousatcovití
- Pentanchidae
- Proscylliidae − pruhounovití
- Pseudotriakidae − mnohozubcovití
- Scyliorhinidae − máčkovití
- Sphyrnidae − kladivounovití
- Triakidae − hladkounovití